# Platforma syberyjska

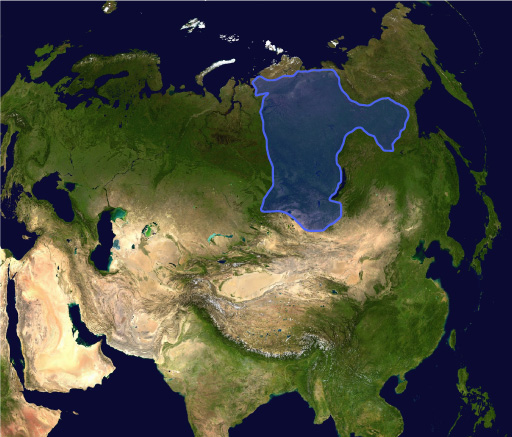
Położenie w Azji

Platforma syberyjska – prekambryjska platforma w Azji, obejmująca swym zasięgiem tereny Wyżyny Środkowosyberyjskiej.
Jest ona otoczona górami fałdowymi paleozoicznymi i mezozoicznymi. Prekambryjskie podłoże platformy odsłania się na powierzchnię, tworząc tarcze ałdańską i anabarską. W kambrze Syberia miała pozycję okołorównikową, z czasem przesuwając się na północ. W dewonie nastąpiło zderzenie się z Laurosją, powstałą w sylurze po kolizji Laurencji z Bałtyką i wypiętrzeniu Uralu.